# 聖羅莎 (玻利瓦省)
聖羅莎是哥倫比亞的城鎮，位於該國北部，由玻利瓦省負責管轄，距離首府卡塔赫納24公里，始建於1735年，面積151平方公里，海拔高度43米，2005年人口18,365。
10°27′00″N 75°22′00″W / 10.45°N 75.3667°W